# Hjorttryfflar
Hjorttryfflar (Elaphomycetaceae) är en familj av svampar. Hjorttryfflar ingår i ordningen Eurotiales, klassen Eurotiomycetes, divisionen sporsäcksvampar och riket svampar.